# 船尾座NW
船尾座NW，又名CD-36 3519，HD 57219、SAO 197837、HR 2790，是船尾座的一颗恒星，视星等为5.11，位于銀經248.82，銀緯-10.86，其B1900.0坐标为赤經7h 15m 4.8s，赤緯-36° -10.86′ 35″。